# Boulevard Jean-Brunhes
Pour les articles homonymes, voir Jean Brunhes et Brunhes.
Le boulevard Jean-Brunhes (en occitan : baloard Joan Brunhes) est une voie de Toulouse, chef-lieu de la région Occitanie, dans le Midi de la France.

## Situation et accès

### Description
Le boulevard Jean-Brunhes est une voie publique. Il traverse les quartiers de la Patte-d'Oie et de Bourrassol.
La chaussée compte une voies de circulation automobile dans chaque sens. Elle appartient à une zone 30 et la vitesse y est limitée à 30 km/h. Il existe également une bande cyclable de chaque côté.

### Voies rencontrées
La boulevard Jean-Brunhes rencontre les voies suivantes, dans l'ordre des numéros croissants (« g » indique que la rue se situe à gauche, « d » à droite) :
1. Boulevard Richard-Wagner
2. Impasse du Beaujolais (g)
3. Rue de Bourrassol (g)
4. Impasse Barutel (d)
5. Rue des Fontaines
6. Barrière de Bayonne

### Transports
Le boulevard Jean-Brunhes est parcouru et desservi, sur toute sa longueur, par la ligne de bus 66. Au sud, le long de l'avenue de Grande-Bretagne, se trouvent également les arrêts de la ligne de bus 45 et plus loin, place de la Patte-d'Oie, la station de métro du même nom, sur la ligne .
Il existe plusieurs stations de vélos en libre-service VélôToulouse le long de l'avenue ou à proximité immédiate : les stations no 137 (68 boulevard Jean-Brunhes), no 138 (3 boulevard Jean-Brunhes) et no 246 (29 boulevard Richard-Wagner).

## Odonymie

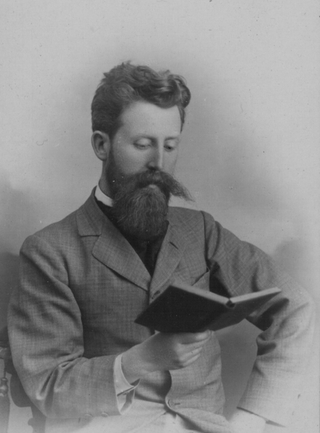
Jean Brunhes vers 1900.

Le boulevard porte le nom de Jean Brunhes (1869-1930), géographe né à Toulouse, au no 56 quai de Tounis. Élève de l'École normale supérieure, agrégé d'histoire et géographie, il devient lui-même professeur à l'université de Fribourg, puis à celle de Lausanne, où il enseigne la « géographie humaine ». En 1912, il obtient une chaire de géographie humaine au collège de France, financée par le philanthrope Albert Kahn, qui lui confie également la direction scientifique des Archives de la Planète.
Lors de l'aménagement du mur d'octroi, le long des actuels boulevards Déodat-de-Séverac, Gabriel-Koenigs et Jean-Brunhes, le chemin qui le longe est simplement désigné comme le chemin de ronde de l'octroi. Ce n'est qu'en 1940, avec la disparition du mur d'octroi et l'aménagement des boulevards actuels que la municipalité d'Antoine Ellen-Prévot se préoccupa de lui donner un nom.